# 磯野計蔵
磯野 計蔵（いその けいぞう、1907年（明治40年）9月29日 - 1966年（昭和41年）6月27日）は、日本の実業家、登山家。元明治屋代表取締役社長。元日本商品学会顧問。

## 人物・来歴
東京出身。磯野長蔵の長男。1931年、東京商科大学（現一橋大学）卒業。同大学山岳部出身で、在学中冬の鹿島槍ヶ岳登頂に成功。1933年からイギリスで商社実務研修を受け、ウォルター・ウェストンと交流を持った。明治屋取締役を経て、1944年、明治屋取締役副社長。1950年、日本商品学会顧問。1959年、明治屋代表取締役社長、キリンビール監査役。1966年6月27日、膀胱癌のため慶應義塾大学病院で死去。
1987年、磯野文庫創設。住所は東京港区麻布広尾町。

## 家族・親族
磯野家
- 父・長蔵[2]（1874年 - 1967年、明治屋社長、麒麟麦酒社長）
- 妻（1917年 - ?、岐阜、渡辺甚吉の妹）[2]
- 長男・計一[2]（明治屋社長、1944年 - ）
- 長女、二女、三女[2]

親戚
- 義兄・14代渡辺甚吉[10]（貴族院多額納税者議員、参議院議員）

## 訳書
- C.P.マッコーミック著『事業繁栄の原動力 : 多数経営』実業之日本社 1951年。
- モーリー・モリソン著『ゴルフ上達法』実業之日本社 1962年。